# Gianfranco Gardin
Gianfranco Agostino Gardin OFMConv (ur. 15 marca 1944 w San Polo di Piave, zm. 21 czerwca 2024 w Treviso) – włoski duchowny katolicki, arcybiskup, biskup Treviso w latach 2009–2019.

## Życiorys
21 marca 1970 otrzymał święcenia kapłańskie w zakonie franciszkanów konwentualnych. Po święceniach i studiach specjalistycznycb został wykładowcą zakonnego seminarium w Padwie. W 1988 wybrany prowincjałem, zaś w latach 1995–2001 pełnił funkcję generała swojego zakonu. W 2000 został przewodniczącym Unii Przełożonych Generalnych. W 2005 objął funkcję redaktora naczelnego pisma Posłaniec Świętego Antoniego.
10 lipca 2006 został mianowany przez Benedykta XVI sekretarzem Kongregacji ds. Instytutów Życia Konsekrowanego i Stowarzyszeń Życia Apostolskiego oraz arcybiskupem tytularnym Cissa. Sakry biskupiej 26 sierpnia 2006 udzielił mu kardynał Angelo Sodano. W 2007 papież zmienił mu stolicę tytularną na Torcello.
18 grudnia 2009 został mianowany biskupem Treviso zachowując tytuł arcybiskupa ad personam. 6 lipca 2019 przeszedł na emeryturę. Zmarł 21 czerwca 2024 w Domu Duchowieństwa (Casa del Clero) w Treviso, gdzie mieszkał od 2022.